# San Juan (miasto w Argentynie)
San Juan – miasto w zachodniej Argentynie, nad rzeką San Juan, stolica prowincji San Juan. Około 500 tys. mieszkańców.
W mieście rozwinął się przemysł włókienniczy, spożywczy, odzieżowy, maszynowy oraz cementowy.